# Zuiderdiep 527 (Valthermond)
De boerderij aan het Zuiderdiep 527 is een monumentaal pand in de Drentse plaats Valthermond.

## Beschrijving
In 1954 kreeg de Hengelose architect Evert Scholten de opdracht van J. Mantingh uit Valthermond om de bestaande boerderij aan het Zuiderdiep 527 ingrijpend te wijzigen. Het bestaande woonhuis voor de schuur werd afgebroken en vervangen door een nieuw woonhuis ten noordoosten van de schuur. Het nieuwe woonhuis en de bestaande schuur werden met elkaar verbonden door een aanbouw onder een zadeldak. De bestaande schuur werd voorzien van een nieuwe voorgevel in dezelfde steen als het nieuwe woonhuis. Rechts in de gevel van de schuur een boogvormige dubbele toegangsdeur met twee driedelige ramen. In de gevelwand van de schuur zijn zowel aan de onderzijde als aan de bovenzijde vierkante ramen aangebracht. Aan de bovenzijde van het dak is onder de nok een uilenbord gemaakt. De zijgevels van de schuur bevatten drieruits vensters. De entree van het woonhuis bevindt zich aan de noordwestzijde aan de kant van het Zuiderdiep. De deur is bereikbaar via een gemetselde stoepje. Naast de deur wordt de gevelwand onderbroken door een groot iets uit de gevel stekend venster. In het bovengedeelte van de gevel bevinden zich drie vierkante vensters. De vensters van woning en schuur vormen, mede door vorm en de kleur van de kozijnen, een architectonische eenheid. Midden op de nok van het zadeldak van het woonhuis staat een schoorsteen van baksteen. In de zijgevel naast de aanbouw bevinden zich twee openslaande deuren, een enkelvoudig raam op beneden verdieping en twee dubbele ramen op de bovenverdieping.
De boerderij ligt langs een niet gedempt gedeelte van een van de Drentse Monden, een zijkanaal van het Stadskanaal. Ook de structuur van de wijken is in dit deel van Valthermond nog goed herkenbaar, zij het dat voor de bereikbaarheid van de boerderij enige aanpassingen hebben plaatsgevonden. De boerderij is erkend als een provinciaal monument onder meer vanwege de cultuurhistorische en de architectuurhistorische waarde. De verbouwing van het pand in de jaren vijftig is een voorbeeld van de wijze van schaalvergroting en de modernisering van de landbouw in het veenkoloniale deel van de provincie Drenthe. Ook de gaafheid en de authentieke situering speelden een rol bij de aanwijzing tot provinciaal monument.